# 마티 예르비넨
마티 헨리키 예르비넨(핀란드어: Matti Henrikki Järvinen, 1909년 2월 18일 ~ 1985년 7월 22일)은 핀란드의 육상 선수였다.
탐페레에서 태어난 예르비넨은 1932년 로스앤젤레스 올림픽에서 자신의 동료 선수 마티 시팔라와 에이노 펜틸라에 앞서 72.71m와 함께 금메달을 획득하였다.
올림픽 금메달 외에 예르비넨은 다수의 세계 기록들로 기억된다. 1930년부터 1936년까지 연속적으로 10번이나 창던지기 세계 기록을 깼다. 1934년 유럽 선수권에서 76.66m의 세계 신기록을 세우고, 1938년에도 성공적으로 타이틀을 유지하였다. 1936년 베를린 올림픽에서 5위를 하다가, 제2차 세계 대전 후에도 지속적으로 던져 1945년 71.70m의 기록을 세웠다.
그의 금메달 획득의 기록 72.71m는 그의 업적을 기념하여 헬싱키 올림픽 스타디움의 신장으로 이용하였다.

## 제2차 세계 대전과 그 이후
1939년 그는 동료 선수 이료 니카넨과 함께 폭탄 던지기에 군인들을 훈련한 카렐리야 지협에서 복무하였다. 전쟁이 끝난 후, 저명한 경제 참사관이 되었다.
76세의 나이로 헬싱키에서 사망하였다.